# دنهولم
دنهولم (به انگلیسی: Denholm) یک روستا در بریتانیا است که در اسکوتیش بوردرز واقع شده‌است.